# インコントロ
株式会社インコントロ（英: Incontro Company, Ltd.）は、大阪市中央区に本社を置く衣料品・ファッション製品等の企画・製造・販売を行うアパレル企業である。興和グループ。

## 概要
2010年6月30日に設立された中堅アパレル。会社名Incontro（インコントロ）は、イタリア語で出会いを意味し、ファッションを接点として出会い、集う企業体となることを理念とする。ファッション感度の高い層をターゲットとし、海外コレクションブランドを主体に全国のセレクトショップに卸売、直営店で販売する。

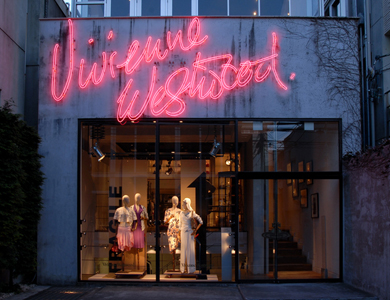
ヴィヴィアン・ウエストウッド 青山店 （東京・青山）

## 沿革
- 2010年（平成22年）6月 - 株式会社インコントロ（旧インコントロ）[3]設立
- 2022年（令和4年）4月 - テネリータ株式会社を吸収合併[3][4]
- 2024年（令和6年）11月 - 新「株式会社インコントロ」[5]を新設分割し、旧インコントロのヴィヴィアン・ウエストウッドブランドの販売事業に関する権利義務と、株式会社ジョイックスコーポレーションのヴィヴィアン・ウエストウッドマンブランドの販売事業に関する権利義務を承継[6]。なお、旧インコントロはリコヴィータ株式会社に商号変更し[3]、テネリータ事業を継続[7][8]。

## 取り扱いブランド

### レディース
- Vivienne Westwood （ヴィヴィアン・ウエストウッド）
- ANN DEMEULEMEESTER （アン・ドゥムルメステール）
- PATRIZIA PEPE （パトリツィア・ペペ）
- ENSOR CIVET （アンソール）

### メンズ
- ANN DEMEULEMEESTER （アン・ドゥムルメステール）

## 事業所
- 本社（大阪府大阪市中央区)
- 東京支社（東京都渋谷区）